# Chiesa di San Giuliano (Messina)
La chiesa di San Giuliano è un luogo di culto di Messina ubicato in via Garibaldi. Appartenente all'arcidiocesi di Messina-Lipari-Santa Lucia del Mela, vicariato di Messina Centro sotto il patrocinio della Madonna della Lettera, arcipretura di Messina, parrocchia di San Giuliano.

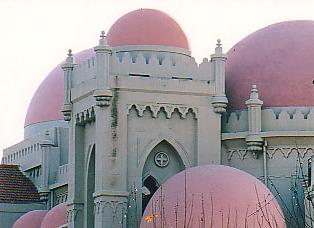
San Giuliano

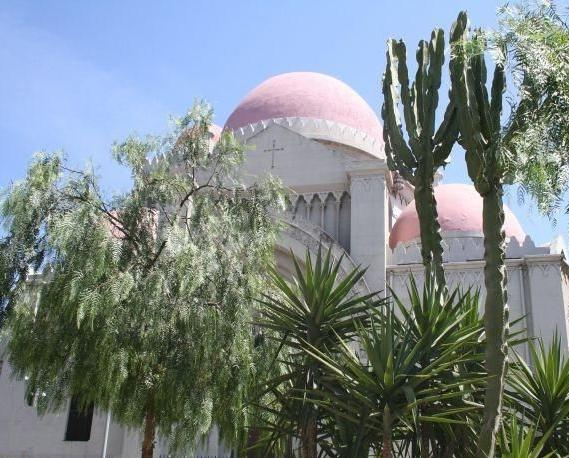
San Giuliano

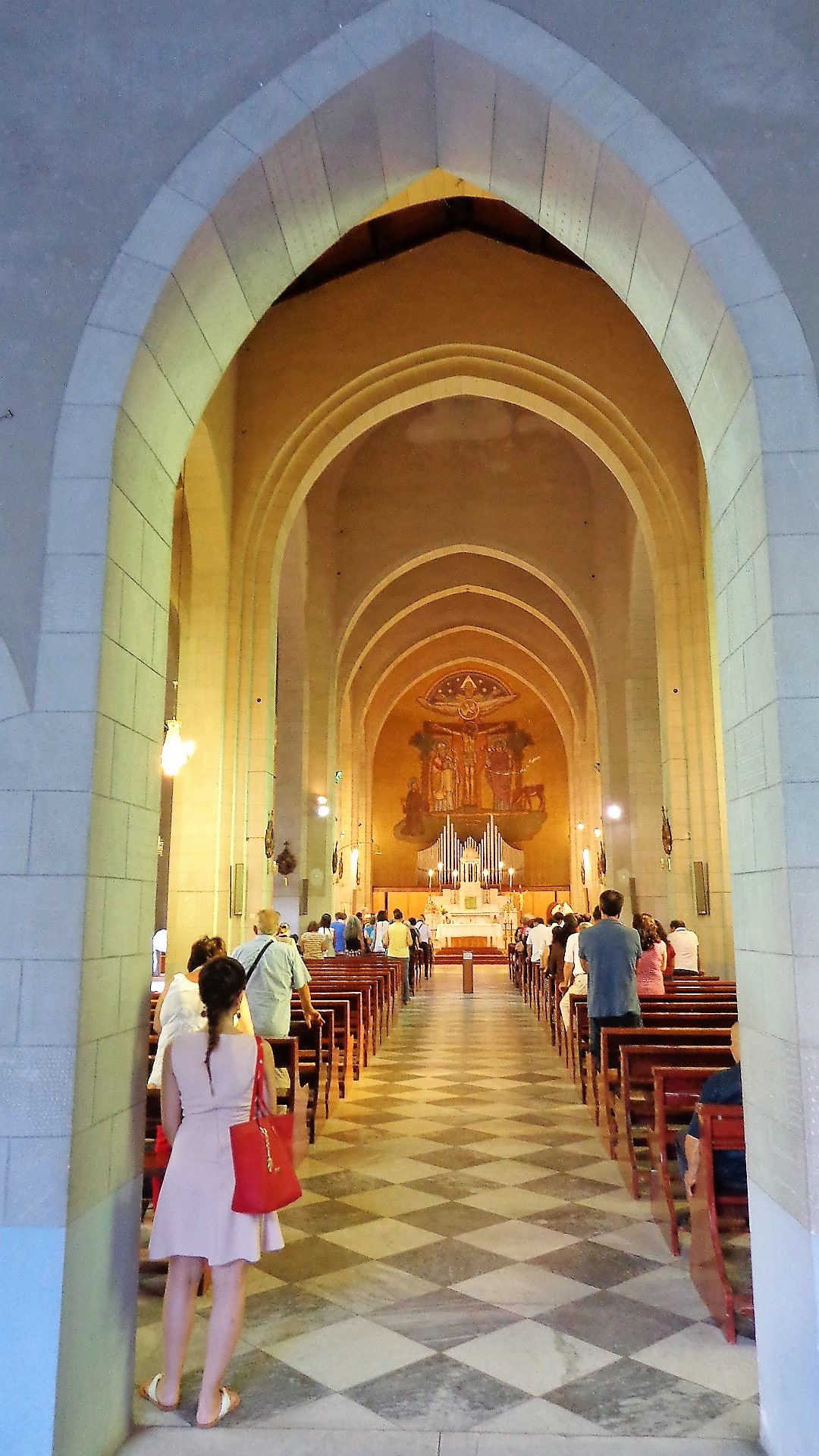
Navata centrale

## Storia

### Origini della chiesa (sec. XIV)
La primitiva chiesa è d'origine antica, l'edificio intitolato a San Giuliano è documentato in Messina già nel 1332, ai tempi di Re Federico III di Sicilia, il cui culto è verosimilmente introdotto dalla Dinastia Aragona.

### Epoca rinascimentale
Seconda chiesa. La chiesa in stile rinascimentale sorse su progetto di Andrea Calamech nel 1573, gli storici documentano all'interno i seguenti manufatti:
- Cappella della Vergine della Grazia.[1] Sull'altare è documentato il dipinto raffigurante la Vergine della Grazia, opera attribuita alla scuola degli Antoni.[2]
- Cappella del Santissimo Crocifisso. Sull'altare è documentato il dipinto raffigurante la Crocifissione di Antonio Catalano il Vecchio o L'Antico.[1] Nel 1588 la ricca classe mercantile messinese presso questo ambiente fondò la Confraternita di San Francesco dei Mercanti.[3]

In questo tempio è documentata la sepoltura del pittore udinese Pio Fabio Paolini.

### Epoca tra il XVIII e il XIX secolo
In seguito al terremoto della Calabria meridionale del 1783 fu completamente distrutta. La riedificazione di una terza chiesa con lo stesso titolo è effettuata ad un centinaio di metri più a nord dal primitivo sito.

### Epoca contemporanea
Il terremoto di Messina del 1908 distrusse il tempio, sostituito per due decenni da moduli provvisori. Dal 1916 al 1922 i religiosi dell'istituto salesiano introdussero il culto e la devozione a Maria Santissima Ausiliatrice.
Nel triennio 1925 - 1927 il tempio fu ricostruito in via Garibaldi per volontà dell'arcivescovo Angelo Paino, su progetto di Carmelo Umberto Angiolini. La solenne benedizione e consacrazione al culto avvenne il 27 ottobre 1928, riti officiati dallo stesso arcivescovo.

## Confraternita di San Francesco dei Mercanti
Nel 1626 i componenti decisero di fondare un proprio ampio oratorio. Allo scopo scelsero dei locali adiacenti al convento di San Domenico sotto il titolo di «San Francesco alle Stimmate» retto secondo la regola dell'Ordine dei frati minori cappuccini.

## Galleria d'immagini

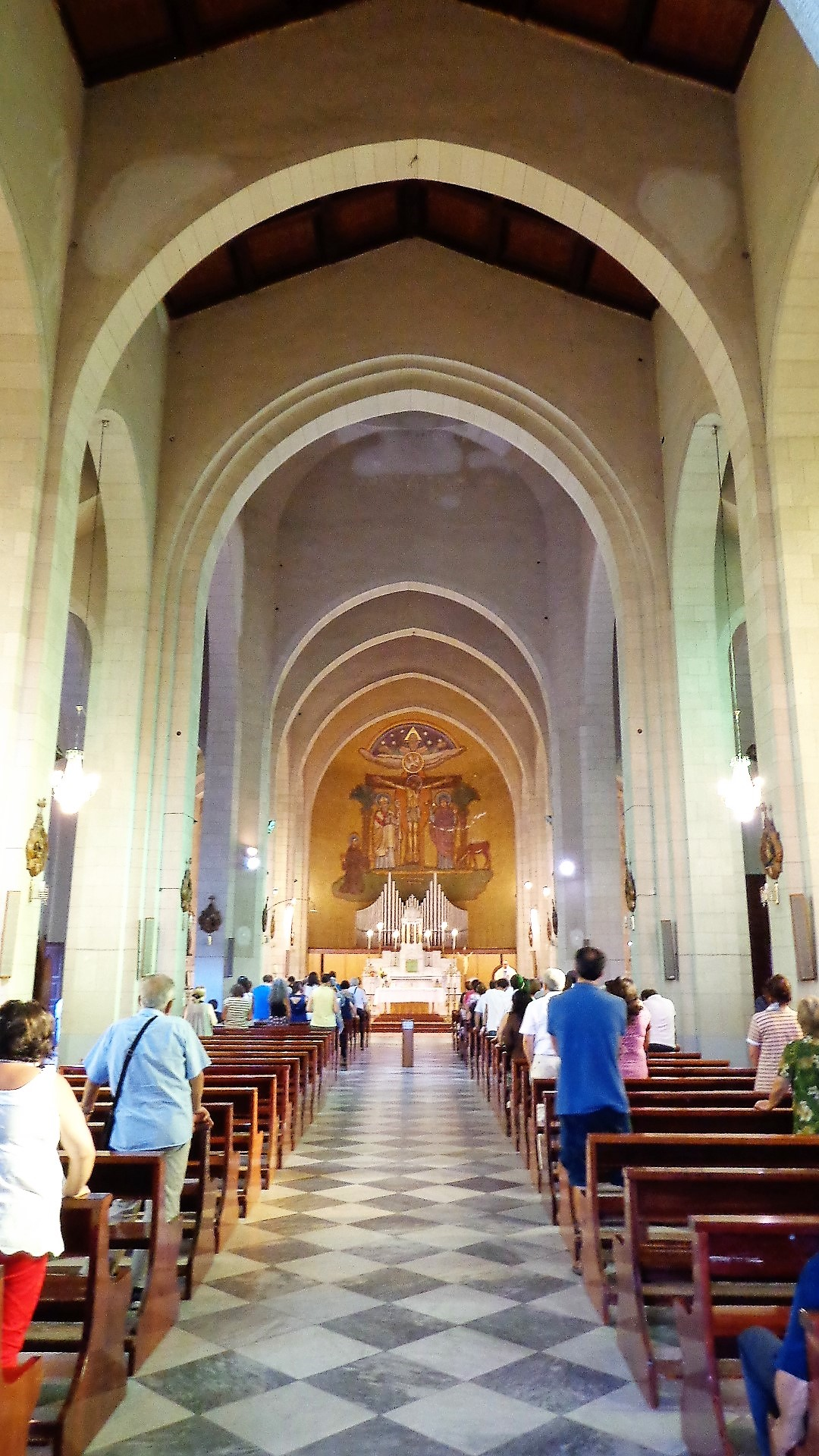
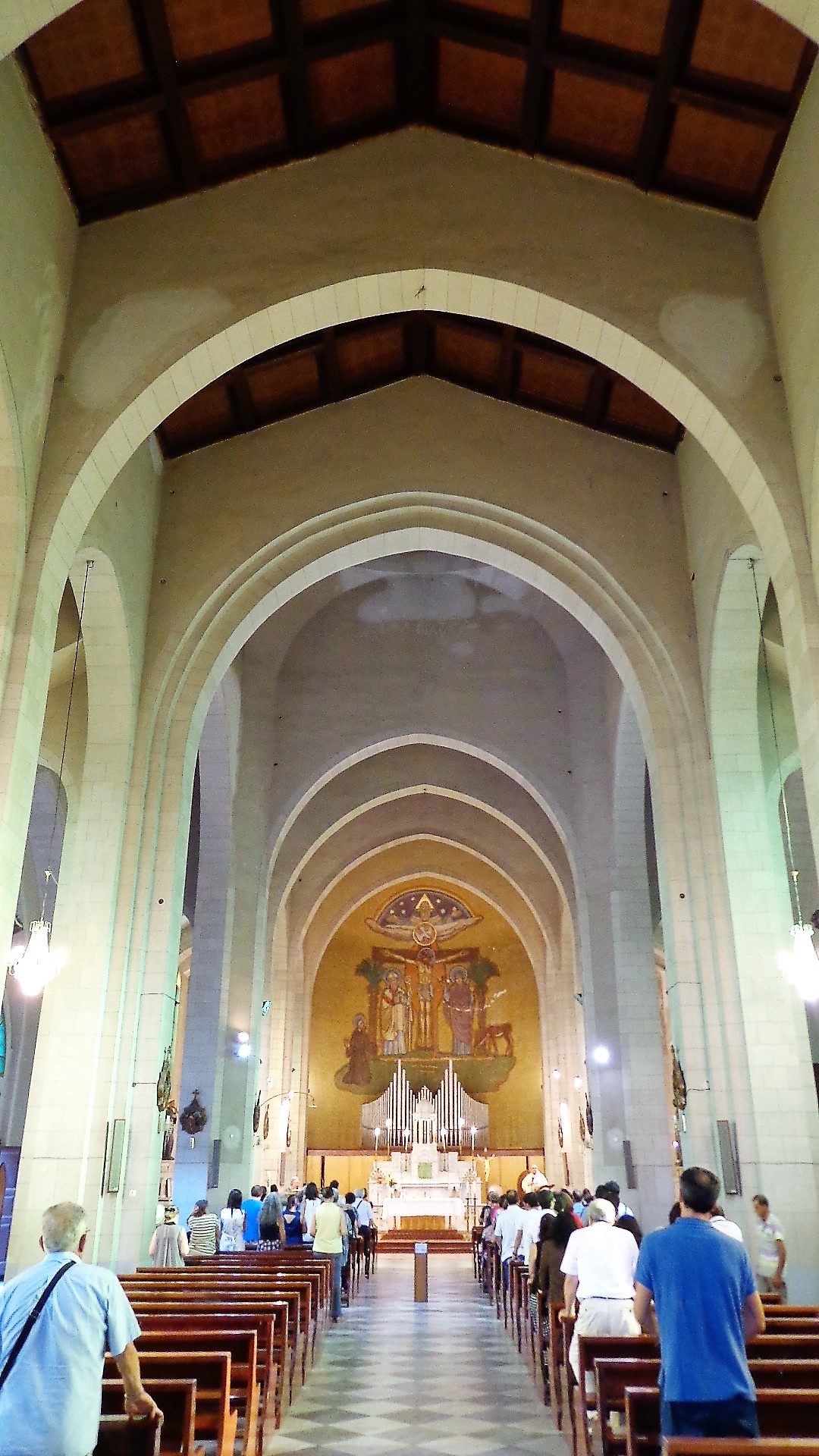
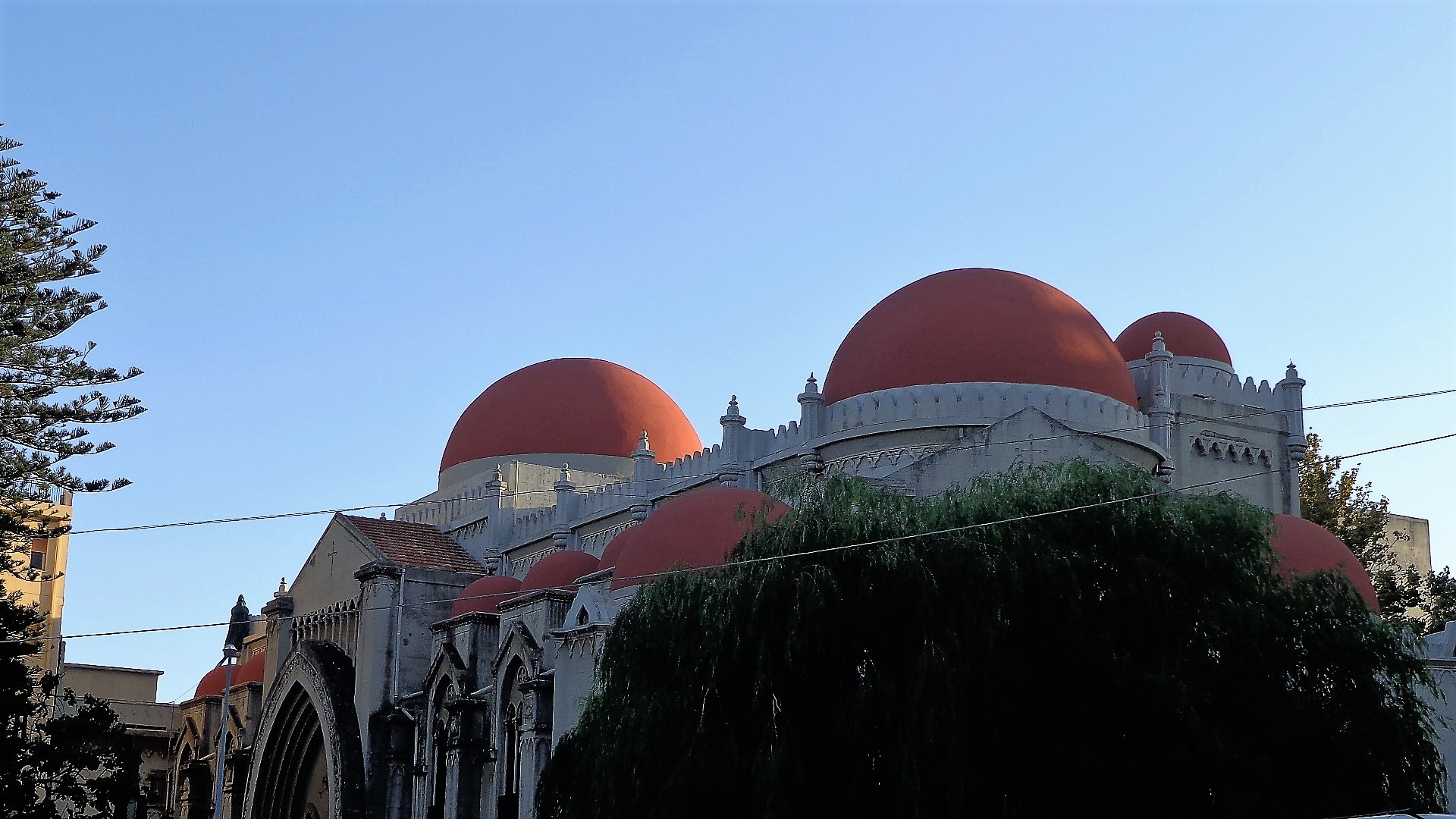
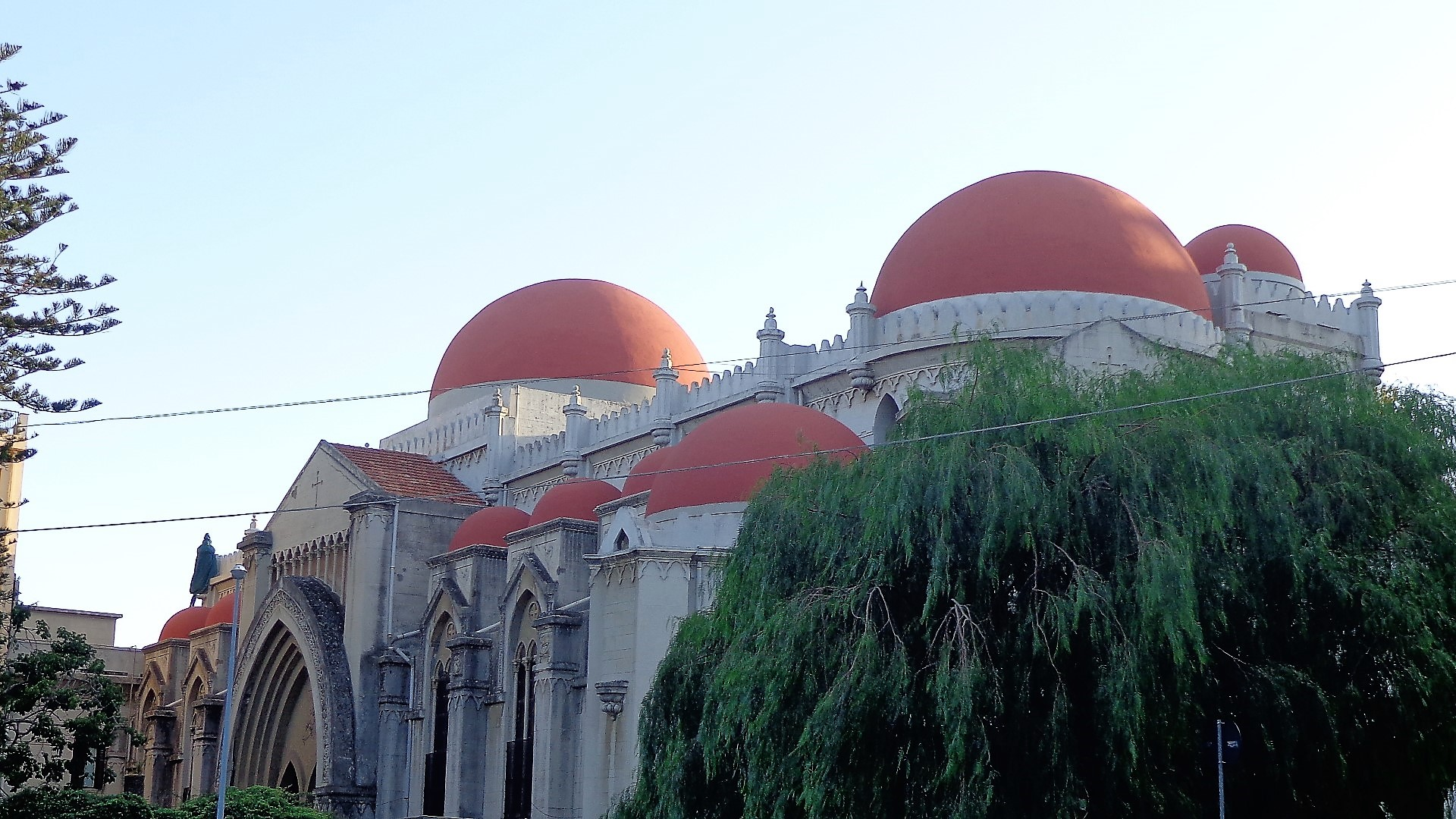

## Opere
Quarta chiesa. La chiesa si presenta all'esterno in stile gotico - bizantino, dagli influssi arabi caratterizzati dalle 17 cupole e cupolette rosate. All'interno presenta un impianto a tre navate, una centrale più grande, delimitata dalle due più piccole laterali per mezzo di pilastri.
Nell'abside è realizzato un grande mosaico raffigurante Cristo Crocifisso con San Giuliano, la Vergine Maria e San Francesco d'Assisi, opera dell'artista Luciano Bartoli. Gli ambienti ospitano una grande tela del settecento raffigurante il Martirio di Santa Caterina d'Alessandria, opera di autore sconosciuto.
L'attuale chiesa è gestita dall'Ordine dei frati minori conventuali.